# Goša FOM Smederevska Palanka
Goša FOM Smederevska Palanka (code BELEX : GFOM) est une entreprise serbe qui a son siège social à Smederevska Palanka. Elle travaille dans le secteur de l'industrie manufacturière.
Dans le nom de Goša FOM, FOM est un acronyme pour Fabrika opreme i mašina, « Usine d'équipement et de machines ».

## Histoire
Goša FOM a été créé sous le nom de Jasenica ; c'était à l'époque une société par actions franco-serbe. En 1930, elle ouvrit un atelier pour la fabrication de structures métalliques et, notamment, des ponts en fer. En 1963, elle prit le nom de Mostovna, « Usine de fabrication des ponts », et, en 1980, celui de OMK, un acronyme pour Oprema i metalne konstrukcije, « Équipement et constructions métalliques ». En 1988, elle devint la société EMIR, Fabrika za izradu energetske, metalurške i rudarske opreme, « Usine de fabrication d'équipements pour l'énergie, la métallurgie et les mines ». Nationalisée après la Seconde Guerre mondiale par le régime communiste, elle a été privatisée en 2005 et a pris le nom de Goša FOM a.d..
Au cours de son histoire, Goša FOM a élargi sa gamme de production. En 1932, elle a commencé à fabriquer des palans et des grues et, en 1938, des réservoirs métalliques. En 1954, elle s'est lancée dans la fabrication d'équipements pour l'industrie hydroélectrique et, en 1976, des équipements pour l'industrie du charbon et la métallurgie ; en 1980, elle a élargi sa gamme aux équipements pour l'industrie minière, en 1981, à des équipements pour la production. À partir de 1983, elle a produit des systèmes d'engrenages, à partir de 1987, des équipements pour les bateaux, à partir de 1992, des équipements pour l'industrie pétrolière et, à partir de 1996, elle s'est lancée dans la réparation de turbines et de générateurs.
Goša FOM Smederevska Palanka a été admise au libre marché de la Bourse de Belgrade le 19 décembre 2006.

## Activités
Aujourd'hui, Goša FOM Smederevska Palanka produit des équipements pour les centrales hydroélectriques, notamment des vannes, des grilles, des structures métalliques pour les chaufferies, les salles des machines, des canalisations pour l'extraction de la fumée ainsi que des installations de refroidissement ; elle propose également des équipements pour l'industrie du charbon, comme des chargeuses, des chariots transbordeurs, des appareils de levage comme les chariots élévateurs, des fours à coke ou encore des valves pour l'extraction des gaz. Dans le domaine de la métallurgie, elle produit des foreuses, des laminoirs, des postes hydrauliques, des granulateurs, des tapis roulants et des grues et, pour l'industrie minière, des excavateurs, des ponts roulants gerbeurs ou encore des transporteurs à courroie. Goša FOM est également engagée dans la production de systèmes d'engrenages et dans l'élaboration de structures en acier, notamment les ponts, les hangars, les antennes de télévision, les installations industrielles ou sportives etc.

## Données boursières
Le 29 mars 2013, l'action de Goša FOM Smederevska Palanka valait 431 RSD (3,86 EUR). Elle a connu son cours le plus élevé, soit 2 599 RSD (23,29 EUR), le 15 août 2007 et son cours le plus bas, soit 230 RSD (2,06 EUR), le 16 décembre 2010.